# 中七海
中 七海（なか ななみ、1998年8月7日 - ）は、日本将棋連盟所属の女流棋士。女流棋士番号は91。井上慶太九段門下。兵庫県神戸市出身。
元奨励会員で、女性として3人目の三段昇段者。年齢制限により奨励会を退会し、女流三段として2024年11月より女流棋士に転向。

## 棋歴
将棋を覚えたのは小学1年生のとき。
2007年、小学生倉敷王将戦（低学年の部）で兵庫県代表となる。
2008年9月7日、第2回小学生女流将棋名人戦・全国大会で優勝。
翌2009年8月23日、第3回小学生女流将棋名人戦・全国大会で優勝・2連覇。
小学生倉敷王将戦（高学年の部）では2008年から2010年まで3年連続兵庫県代表となり、2010は3位に入賞した。
小学生将棋名人戦では、2008年から2010年まで3年連続で兵庫県代表となる。2010年の（第35回）ではベスト4入りを果たした。同大会で女性がベスト4以上に進出するのは中井広恵（第6回・準優勝）、伊藤沙恵（第29回・ベスト4）に続き、中が3人目であった。決勝大会では、後に棋士となる山川泰熙（当時小学5年）に敗れた。
2010年11月には関西研修会のC1クラスに在籍。
2011年4月17日、第1期女流王座戦のアマ西日本大会を勝ち抜き、一次予選出場アマ3名の一人となる。翌5月21日に行なわれた一次予選では、1回戦で山下カズ子女流五段に勝利したが、2回戦(決勝)で松尾香織女流初段に敗退した（女流棋戦 通算1勝1敗）。
2011年9月24日、奨励会入会。
2020年9月20日、関西奨励会にて12勝4敗の成績を上げ三段に昇段。女性奨励会員の三段昇段は、2015年12月の西山朋佳以来3人目となる。
2024年9月、満26歳の年齢制限を迎えて臨んだ第75回三段リーグ（2024年度前期）において、18戦中10勝以上（勝ち越し）の成績で残留（退会期限延長）となるところを8勝10敗の成績で終え、この期限りでの奨励会退会が決まった。
三段リーグ参加期間は4年（計8期）、最高成績は第72回（2022年度後期・通算5期目）の10勝8敗、三段リーグの通算成績は62勝82敗。
2024年9月を以って奨励会を退会するにあたり、日本将棋連盟に「女流棋士への資格申請書」を提出。これにより2024年11月1日付で女流棋士へと転向。女流棋士としての段級位は、奨励会規定「奨励会2級以上で退会の場合は、退会時の段級位でそのまま女流棋士の資格を得る」により女流三段となった。

## 人物
女性で3人目の奨励会三段経験者で女流転向後にタイトル獲得もあると問われるが、「先のことはあまり考えられない。目の前の対局を頑張りたい」と謙虚にコメントした。

## 昇段履歴
奨励会
- 2011年09月24日 ： 関西奨励会 入会 [2][18]
- 2018年04月01日 ： 初段 [2]
- 2020年02月02日 ： 二段 [2]
- 2020年09月20日 ： 三段（第68回奨励会三段リーグ戦〈2020年度後期〉から参加） [2]
- 2024年09月00日 ： 奨励会 退会（第75回三段リーグ戦〈2024年度前期〉まで参加。最高位、退会時ともに三段）[3]

女流棋士
- 2024年11月01日 ： 女流三段（プロ入り／奨励会退会時の段位）[1]

## 主な成績

### 女流棋戦別成績
| 女流タイトル戦         |                                                                                                   |
| - 白玲戦・女流順位戦   | - （第6期から参加予定） ／ 過去最高：出場なし                                                     |
| - 清麗戦               | - （第8期から参加予定） ／ 過去最高：出場なし                                                     |
| - マイナビ女子オープン | - 第19期 一斉予選進出（進行中、予備予選2勝） ／ 過去最高：出場なし                                |
| - 女流王座戦           | - 第15期 本戦進出（進行中、一次予選2勝、二次予選1勝） ／ 過去最高 一次予選（1勝、第1期=アマ当時） |
| - 女流名人戦           | - 第52期 予選敗退 ／ 過去最高 予選（3勝、第52期）                                                 |
| - 女流王位戦           | - （第37期から参加予定） ／ 過去最高：出場なし                                                    |
| - 女流王将戦           | - 第47期 本戦進出（-勝、進行中、予選5勝） ／ 過去最高：出場なし                                   |
| - 倉敷藤花戦           | - 第33期 3回戦進出（進行中、2勝） ／ 過去最高：出場なし                                           |

### 年度別成績
女流公式棋戦
- 2024年度
  - 年度成績 9局 8勝1敗（勝率0.8888）[27]
  - 通算成績 9局 8勝1敗（勝率0.8888）〈2025年3月31日対局分まで〉[28]

| 年度         | 対局数 | 勝数 | 負数 | 勝率   | (出典) | 女流通算成績 | 女流通算成績 | 女流通算成績 | 女流通算成績 | 女流通算成績 |
| ------------ | ------ | ---- | ---- | ------ | ------ | ------------ | ------------ | ------------ | ------------ | ------------ |
| 2024年度     | 9      | 8    | 1    | 0.8888 | [ 27 ] | 対局数       | 勝数         | 負数         | 勝率         | (出典)       |
| 通算         | 9      | 8    | 1    | 0.8888 | [ 28 ] |              |              |              |              |              |
| 2024年度まで |        |      |      |        |        |              |              |              |              |              |

### アマチュア時代の戦績
女流公式棋戦
プロアマ戦 1勝1敗
- 2011年
  - 第1期女流王座戦 一次予選出場（アマ代表、1勝1敗）[16]。
    - 一次予選 1回戦 勝利（対 山下カズ子女流五段 戦）
    - 一次予選 決勝 敗退（対 松尾香織女流初段 戦）

アマチュア参加棋戦
- 2007年
  - 小学生倉敷王将戦（低学年の部）兵庫県代表[4]
- 2008年
  - 小学生倉敷王将戦（高学年の部）兵庫県代表（2年連続）[4]
  - 第2回小学生女流将棋名人戦・全国大会 優勝[5]
  - 第33回小学生将棋名人戦 兵庫県代表[9]
- 2009年
  - 第3回小学生女流将棋名人戦・全国大会で優勝（2連覇）[6]
  - 第34回小学生将棋名人戦 兵庫県代表（2年連続）[10]
- 2010年
  - 第35回小学生将棋名人戦 決勝大会ベスト4（兵庫県代表、3年連続）[11][12]
- 2011年
  - 第1期女流王座戦 アマ西日本大会 アマ代表選手3名に選出（一次予選出場）[15]。